# هربرت صموئيل هولت
هربرت صموئيل هولت هو مهندس مدني كندي، ولد في 12 فبراير 1856 في Geashill ‏ في جمهورية أيرلندا، وتوفي في 29 سبتمبر 1941 في مونتريال في كندا.